# Ельфледа
Ельфледа (10 століття) — друга дружина англійського короля Едуарда Старшого.

## Біографія
Батьком Ельфледи був елдорман Етельгельм, ймовірно, елдорман Етельгельм з Вілтшира, який помер 897 року. Незважаючи на те, що генеалог Девід Х. Келлі та історик Полін Стаффорд визначили його як Етельгельма, сина Етельреда, дядька короля Едуарда, це залишається намоймовірнішим. Якби Етельгельм  дійсно був сином короля Етельреда I, це робило б Едуарда та Ельфледу двоюрідними братом та сестрою і їм не дозволили б одружитися, їхній шлюб вважався б інцестом. У той час інцестуальні шлюби між двоюрідними та троюрідними братами і сестрами були заборонені, отже, малоймовірно, що закрили б очі на шлюб кузена та кузини. Це пояснює примусове анулювання шлюбу короля Едвіга та його дружини Ельфгіви, які були троюрідними братом і сестрою. Інші історики зазначають, що у гранті короля Альфреда до Етельгельма немає жодної згадки про те, що вони були родичами. Якби Етельгельм справді був небожем Альфреда, то в хартії він був би визначений як родич короля.  
Перший шлюб Едуарда з матір'ю короля Етельстана Егвінною закінчився приблизно 899 року і в 901 року Ельфледа була позначена у статуті Едуарда як conjux regis (дружина короля). Це єдиний документ, у якому вона зазначена, але вона ніколи не була названа королевою, і хоча раніше вважалося, що вона була коронована разом із чоловіком у 900 році, нині це вважається малоймовірним. 1827 року гробниця Святого Катберта в Даремському соборі була відкрита і серед знайдених предметів були стола та маніпула з написами, які свідчать про те, що вони були замовлені Ельфледою для єпископа Фрітестана Вінчестерського. Однак вони були подаровані Етельстаном могилі Катберта, ймовірно, 934 року.
У Ельфледи було двоє синів: Етельвірд, який, як припускає Фоліант Рочестера 12-го століття, міг стати королем Вессексу після смерті свого батька в 924 році, але сам помер протягом місяця, і Едвін, який потонув 933 року. У неї також було п'ять або шість дочок, у тому числі Огіва, дружина Карла III Простакуватого, короля Західної Франкії; Едгільда, яка вийшла заміж за Гуго Великого, герцога франків, і Едіт, дружина Оттона I, імператора Священної Римської імперії. Приблизно 967 року Хросвіта, черниця з Гандерсхайма, написала хвалебне слово діянням Оттона I, у якому протиставляла шляхетність матері Едіт нижчій за походженням Егвінні, хоча вона не мала на увазі, що Едуард не одружувався з Егвінною. 
Едмунд I, майбутній король, який був сином третьої дружини Едуарда, Едгіви, народився 920 або 921 року, тому шлюб з Ельфледою мав бути розірваний наприкінці 910-х років. За словами Вільяма Мальмесберійського, Едуард покинув Ельфледу, щоб одружитися з Едгівою. Цетвердження Шон Міллер сприйняв скептично, але це підтвердили інші історики. Вона почала релігійне життя, але поза межами звичайного монашого будинку, оскільки зберегла володіння своїми маєтками і була похована в абатстві Вілтон разом зі своїми дочками, Едфледою і Етельхільдою.

## Діти
У Ельфледи та Едуарда восьмеро дітей. Лише про п'ятьох із них збереглася хоч якась інформація.
1. Етельвірд (бл. 902 - 2 серпня 924) - король Вессексу (17 липня - 2 серпня 924).
2. Едвін (? - 933)
3. Огіва (бл. 903 - після 951) - дружина Карла III Простакуватого (17 вересня 879 - 7 жовтня 929), короля Франції; мала одного сина.
4. Едгільда (910 - 26 січня 937) - дружина Гюго Великого (898 - 16 червня 956), герцога Франції та графа Парижа; дітей не мала.
5. Едіт (910/913 - 946/947) - дружина Оттона I Великого (23 листопада 912 - 7 травня 973), короля Німеччини; мали двох дітей.
6. Ельгіва
7. Едфледа
8. Етельхільда

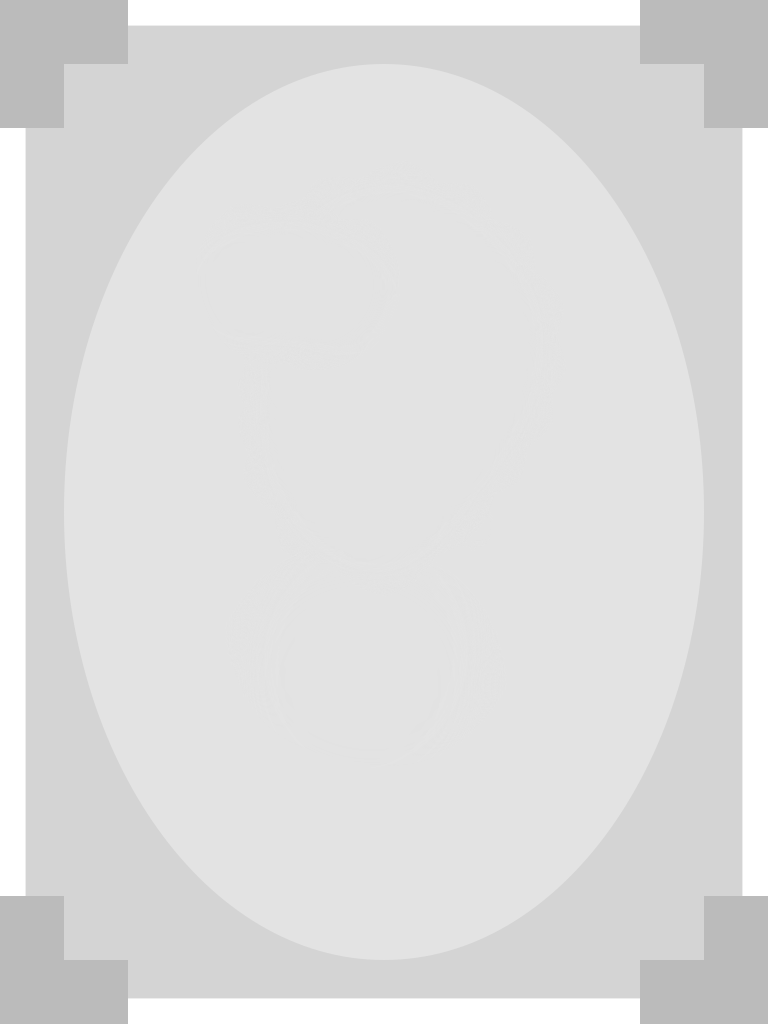
1 'Етельвірд (бл. 904 - 924)
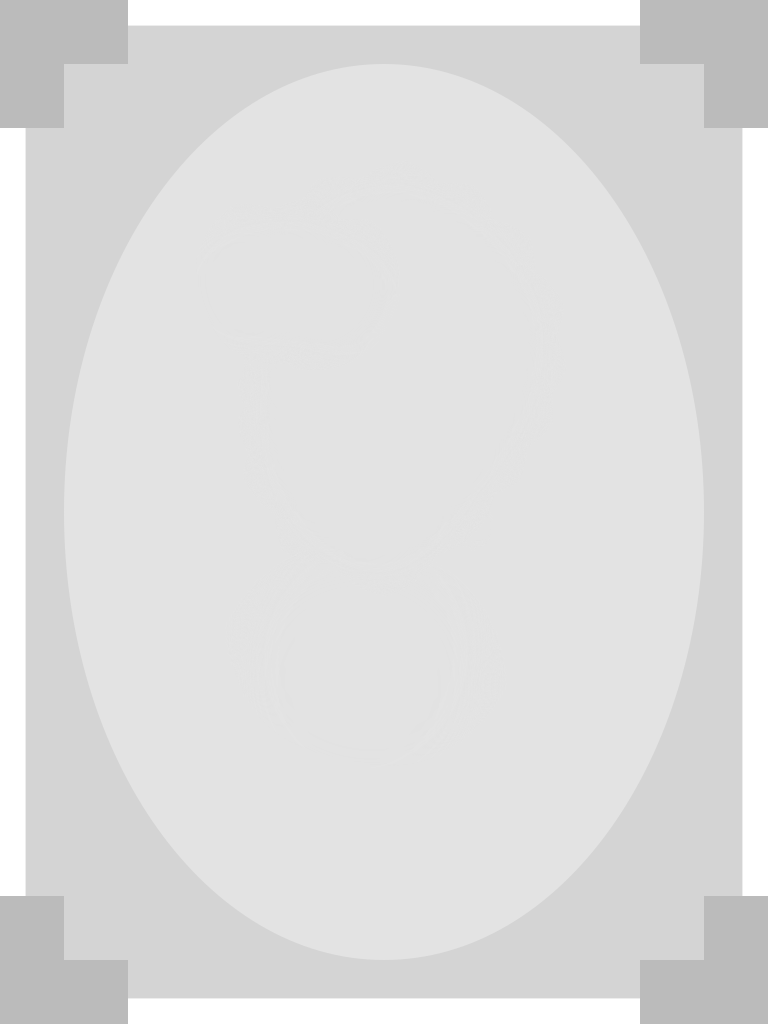
2 'Едвін (? - 933)
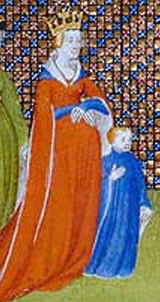
3 'Огіва (бл. 903 - після 951)
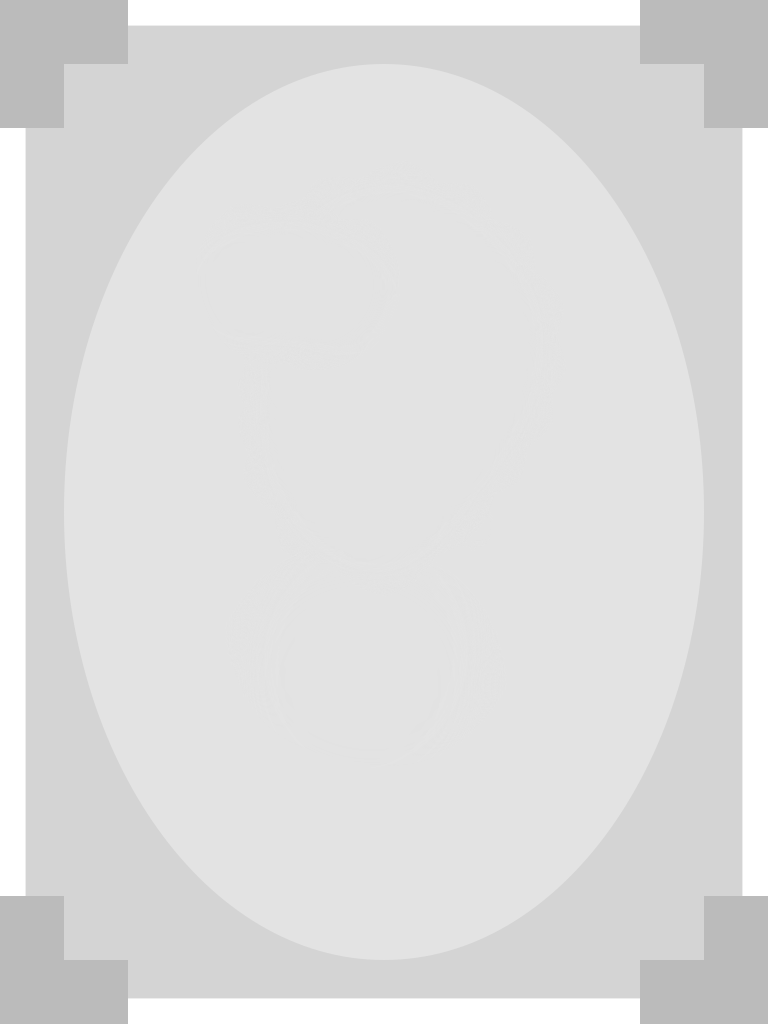
4 'Едгільда (910 - 937)
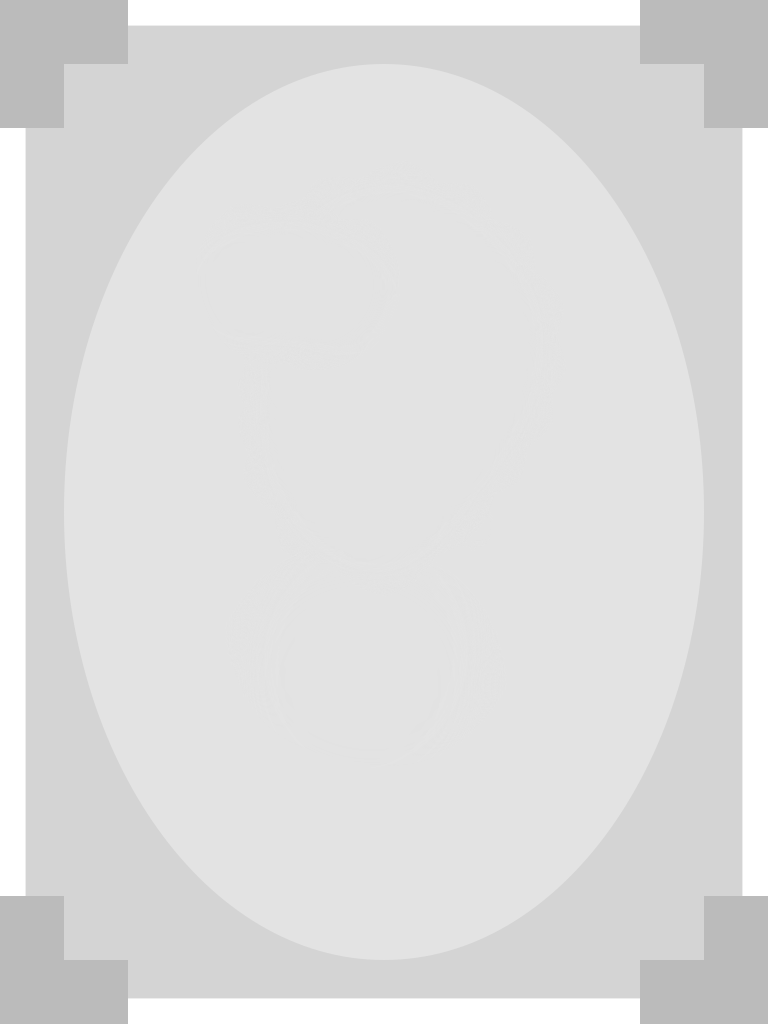
5 'Едіт (910/913 - 946/947)